# 애틀랜틱 레코드 그룹
애틀랜틱 레코드 그룹(Atlantic Record Group)은 2004년 워너 뮤직 그룹이 설립한 애틀랜틱 레코드의 유닛형 회사이다.
현재 힙합 가수인 숀 콤스, T.I., 사이공, 미시 엘리엇, 메이스, 영 드로 등이 소속돼 있다.

## 레코드 그룹
- 애틀랜틱 레코드
- Avang Music
- 베드 보이 레코드
- Chopper City Records
- Custard Records
- [Decaydance Records]]
- 엘렉트라 레코드
- First and Fifteenth Entertainment
- Fort Knocks Entertainment
- 퓨얼드 바이 라멘
- 그랜드 허슬 레코드
- Photo Finish Records
- 로드러너 레코드
- Slip-N-Slide Records
- Carter Music Group